# Parnac (Lot)
Parnac ist eine französische Gemeinde mit 382 Einwohnern (Stand 1. Januar 2022) im Département Lot in der Region Okzitanien. Sie gehört zum Kanton Luzech und zum Arrondissement Cahors.

## Geografie
Der Fluss Lot bildet im Norden die Grenze zu Crayssac. Die weiteren Nachbargemeinden sind Caillac im Nordosten, Douelle im Südosten, Saint-Vincent-Rive-d’Olt im Süden und Luzech im Westen.

## Bevölkerungsentwicklung

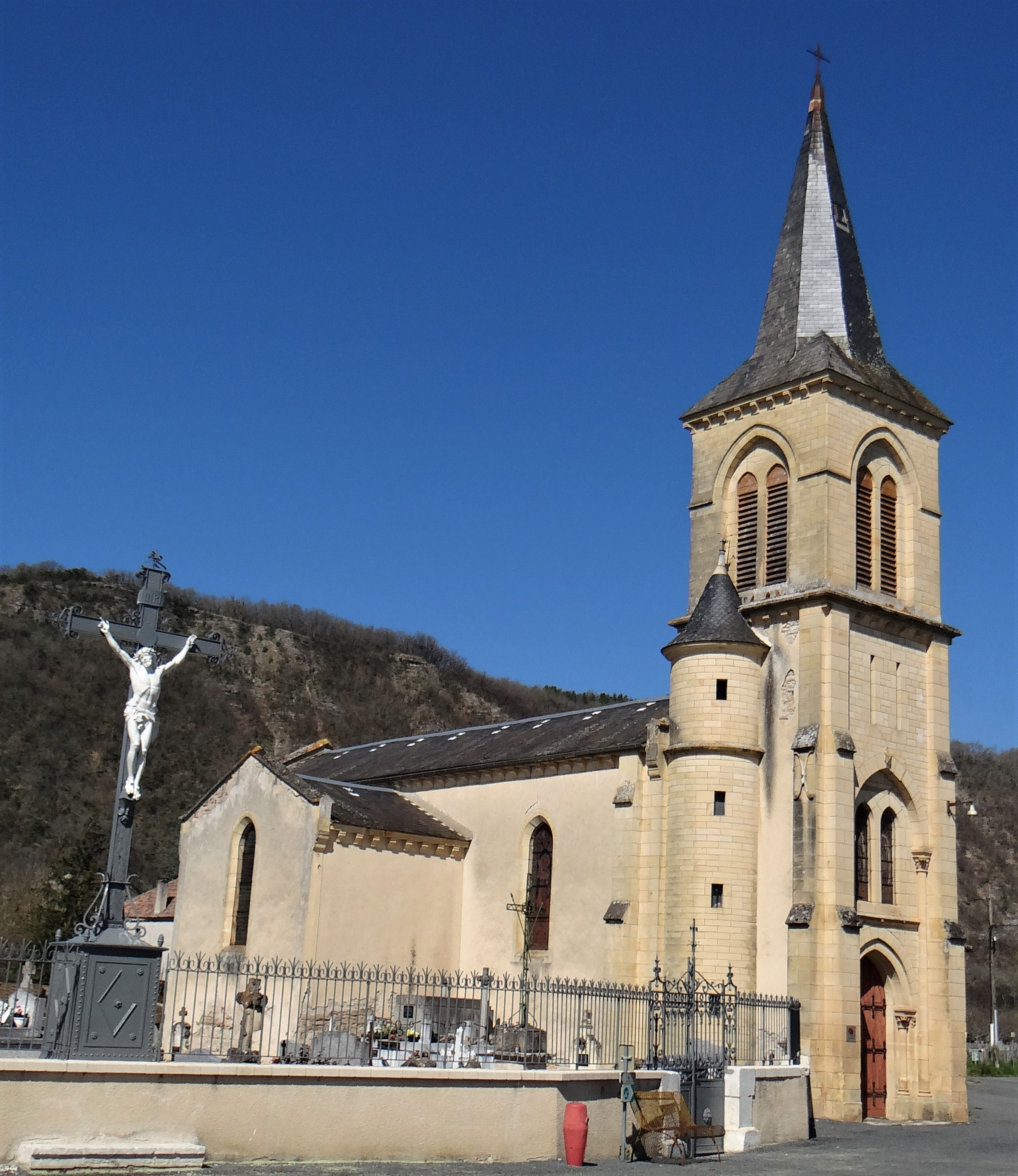
romanische Kirche Saint-Saturnin

| Jahr      | 1962 | 1968 | 1975 | 1982 | 1990 | 1999 | 2008 | 2018 |
| --------- | ---- | ---- | ---- | ---- | ---- | ---- | ---- | ---- |
| Einwohner | 352  | 349  | 325  | 350  | 377  | 371  | 375  | 381  |